# Pitcairnia nuda
Pitcairnia nuda är en gräsväxtart som beskrevs av John Gilbert Baker. Pitcairnia nuda ingår i släktet Pitcairnia och familjen Bromeliaceae. Inga underarter finns listade i Catalogue of Life.